# 키시 항공
키시 항공(영어: Kish Air)은 이란의 항공사로 테헤란 메흐라바드 공항이 허브 공항으로 1989년에 설립되었다. 주로 이란 국내 및 국제 항공편을 운영하고 있다.

## 보유 기종
- 2019년 8월 기준으로 키시 항공은 다음과 같은 기종을 보유하고 있다.

### 퇴역 항공사
- 2 에어버스 A320-200 요르단 애비션에 임대
- 1 보잉 737-500 부코비나 항공에 임대
- 7 포커 50

## 같이 보기
- 이란의 항공사 목록

## 사진

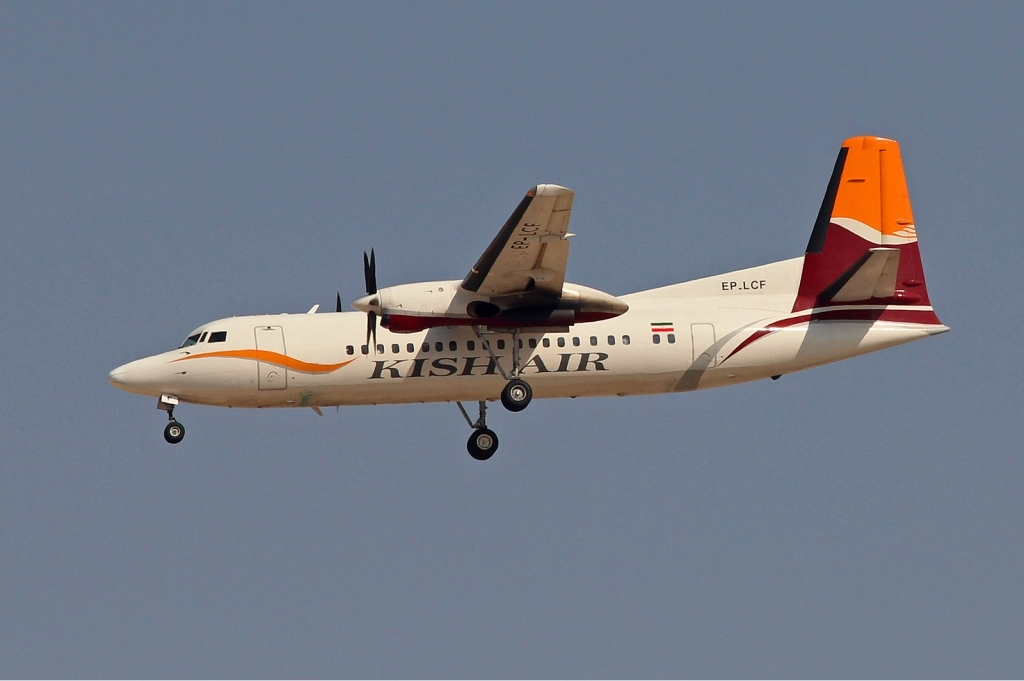
키시 항공의 포커 50
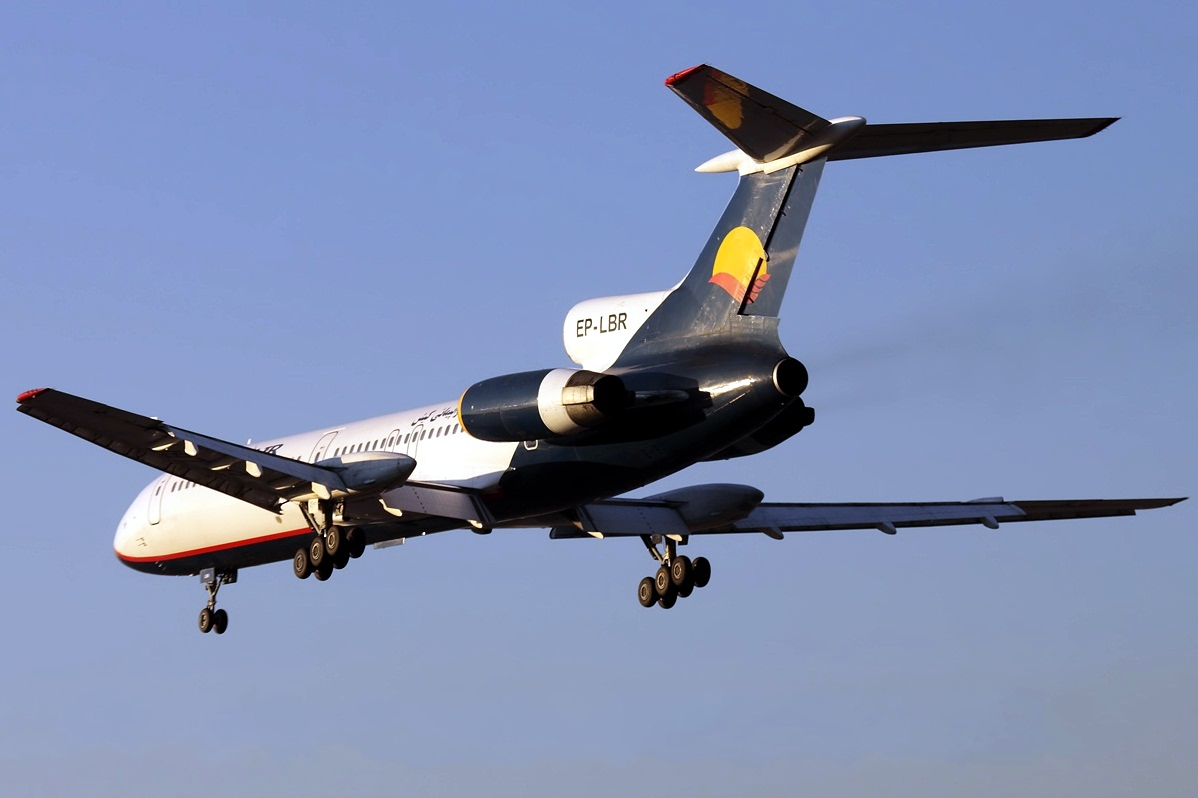
키시 항공의 투폴레프 Tu-154M
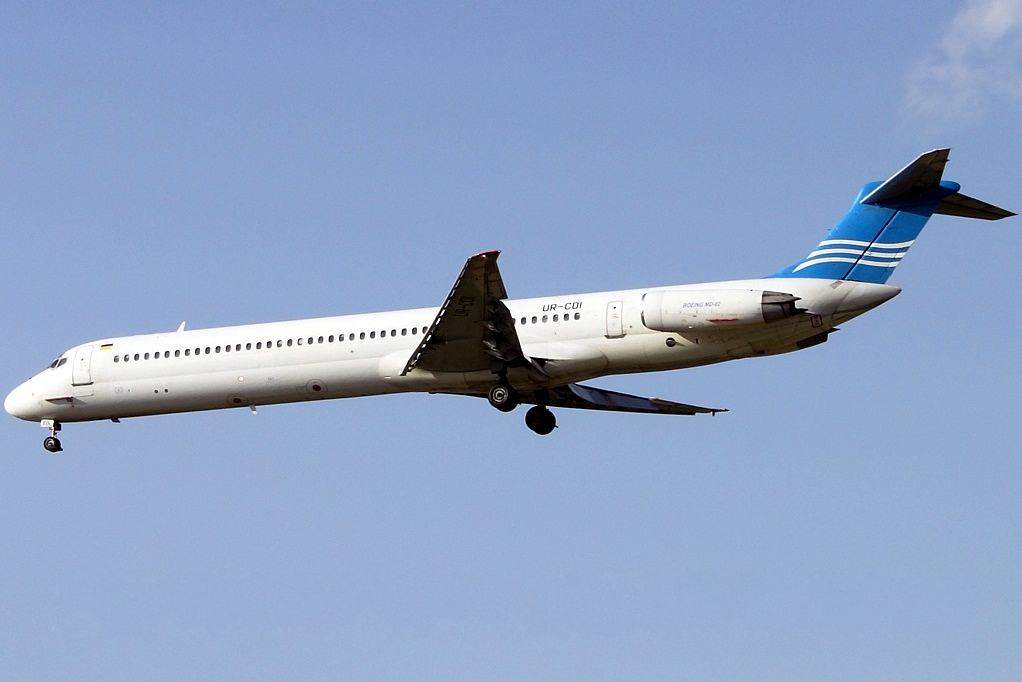
키시 항공의 맥도넬더글러스 MD-82